# Daveed Diggs

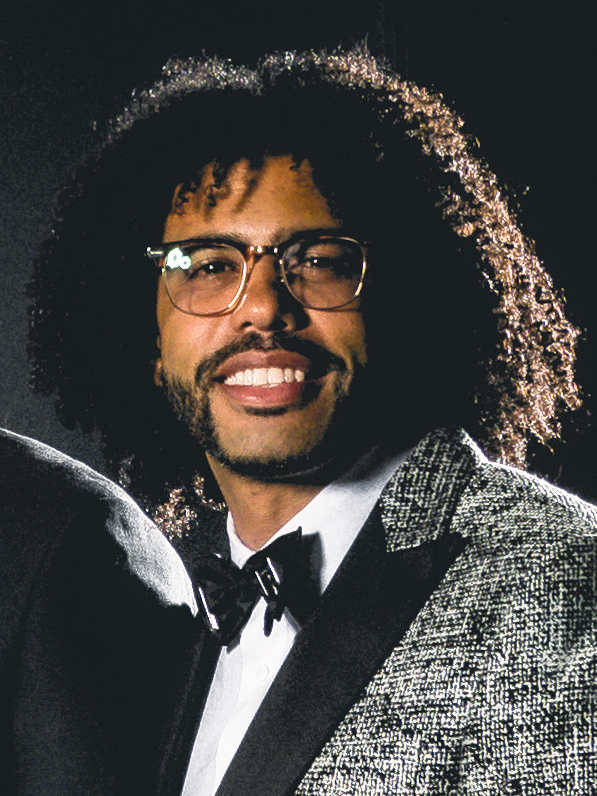
Daveed Diggs (2017)

Daveed Daniele Diggs (* 24. Januar 1982 in Oakland, Kalifornien) ist ein US-amerikanischer Schauspieler, Rapper und Liedtexter. Er ist Frontmann des experimentellen Hip-Hop-Trios clipping. Für seine Doppelrolle als Marquis de Lafayette und Thomas Jefferson im Broadway-Musical Hamilton gewann er sowohl einen Tony als auch einen Grammy Award. Daneben wirkte er in mehreren Filmen und Serien mit.

## Leben
Daveed Diggs kam als Sohn einer jüdischen Mutter und eines afroamerikanischen Vaters im kalifornischen Oakland zur Welt. Seine Eltern gaben ihm eine von seinem Vater bevorzugte Abwandlung des hebräischen Vornamens David. Daveeds Vater verdiente sein Geld als Busfahrer, während seine Mutter als DJ arbeitete und sich einen Ph.D. in Social Welfare erwarb.
In der Schule fühlte sich Daveed als sozialer Außenseiter, bis er sein Talent für das Schauspiel entdeckte. Er besuchte die Highschool in Berkeley und wechselte von dort an die Brown University an der US-Ostküste. Anfangs widmete sich der talentierte Athlet dem Hürdenlauf, wobei er über die olympische Distanz von 110 m eine Bestzeit von 14,21 Sekunden erzielen konnte.
2004 schloss er ein Theaterstudium mit dem Titel Bachelor of Arts ab.
Danach ging er zurück nach Oakland, wo er eine Zeit lang vom Arbeitslosengeld lebte und sich bei verschiedenen Schauspielvorsprechen versuchte.

## Karriere

### Schauspiel
Diggs begann seine Schauspielkarriere im experimentellen Theater und wirkte als Darsteller und Autor unter anderem an Marc Bathumi Josephs Choreopoem Word Becomes Flesh mit.
Nach mehreren kleinen Bühnenrollen in der Bay Area lud ihn Lin-Manuel Miranda zu einem Vorsprechen für dessen Musical Hamilton ein. Diggs zeigte sich von der zeitgenössischen Aufbereitung des historischen Inhalts mit Hip-Hop, R&B und Jazz beeindruckt und nahm eine Doppelrolle als Marquis de Lafeyette und Thomas Jefferson an.
Das Musical wurde 2015 zunächst off-Broadway aufgeführt und Diggs gewann einen Lucille Lortel Award als bester Nebendarsteller. Noch im selben Jahr feierte die Produktion Premiere am Broadway und erhielt hervorragende Kritiken. 2016 wurde Diggs für seine Doppelrolle mit einem Tony Award als bester Nebendarsteller in einem Musical ausgezeichnet und gewann als Teil des Casts einen Grammy für das beste Musical-Theater-Album. Aufgrund dieser Erfolge bekam er von der Brown University 2017 neben anderen prominenten Absolventen die Ehrendoktorwürde verliehen. 2015 erschien eine Aufnahme des Musicals. Mehrere Lieder mit Diggs Beteiligung wurden in den USA mit Platin- und Goldenen Schallplatten sowie im Vereinigten Königreich mit einer Goldenen Schallplatte ausgezeichnet.
Nachdem er bereits in Kurzfilmen mitgewirkt hatte, spielte Diggs 2015 in zwei Episoden von Law & Order: Special Victims Unit. Eine erste wiederkehrende Rolle erhielt er in der Fernsehserie The Get Down, die jedoch nach einer Staffel abgesetzt wurde. Seit 2016 spielt er die Nebenrolle des Johan Johnson in der ABC-Sitcom Black-ish. Nach seinem Ausstieg bei Hamilton begann er eine Laufbahn im Filmgeschäft. 2017 spielte er in einer HBO-Mockumentary zum Thema Doping im Radsport, ehe er in Wunder an der Seite von Julia Roberts und Owen Wilson sein Kinofilmdebüt gab. Im Animationsfilm Ferdinand – Geht STIERisch ab! synchronisiert er den Igel Dos. Am Sundance Film Festival 2018 feierte die Tragikomödie Blindspotting Premiere, in der Diggs nicht nur seine erste Hauptrolle spielte, sondern auch an Drehbuch und Produktion beteiligt war.
Im Oktober 2019 wurde bekanntgegeben, dass Diggs im Disney-Realfilm-Remake von Arielle die Krabbe Sebastian sprechen soll. Seit 2020 spielt er einen Hauptcharakter in der Netflix-Serie Snowpiercer.
Deutsche Synchronsprecher waren bis jetzt unter anderem Julius Jellinek (Black-ish, Wunder) und Rainer Fritzsche (Ferdinand).

### Musik
2010 veröffentlichte Diggs mit seinem Schauspielkollegen Rafael Casal via Bandcamp sein erstes elf Titel umfassendes Mixtape The BAY BOY Mixtape. Sein erstes Soloalbum Small Things to a Giant erschien Anfang 2012 ebenfalls selbstveröffentlicht via Bandcamp.
Seit 2010 ist Daveed Diggs Rapper und Liedtexter des experimentellen Hip-Hop-Trios clipping. aus Los Angeles. Gemeinsam mit den beiden befreundeten Noise- und Musique-concrète-Produzenten William Hutson und Jonathan Snipes veröffentlichte er 2013 das Mixtape midcity, das der Gruppe internationale Aufmerksamkeit und einen Plattenvertrag mit Sub Pop einbrachte. Ihr Label-Debüt CLPPNG erschien 2014 und wurde vor allem für seine im Hip-Hop-Genre ungewöhnlichen Beats gelobt. Das Nachfolgewerk Splendor & Misery, ein afrofuturistisch-dystopisches Konzeptalbum, wurde 2016 als erstes Musikalbum seit über 40 Jahren für einen Hugo Award nominiert. Auch im folgenden Jahr erhielt die Band eine Nominierung für den prestigeträchtigen Science-Fiction-Preis.
Mit einer weiteren Avantgarde-Gruppe namens True Neutral Crew, die ihren Musikstil selbst als „Krautrap“ beschreibt, veröffentlichte Diggs bislang zwei EPs und ein Studioalbum, letzteres beim Independent-Label Deathbomb Arc. 

## Filmografie
Filme
- 2010: Rock Hard: The Rise and Fall of Sexual Detergent (Kurzfilm)
- 2012: Yoga Boner (Kurzfilm)
- 2016: Growing Up Wild (Stimme)
- 2017: Tour de Pharmacy (Fernsehfilm)
- 2017: Wunder (Wonder)
- 2017: Ferdinand – Geht STIERisch ab! (Ferdinand, Stimme)
- 2018: Blindspotting (auch Drehbuch und Produktion)
- 2019: Die Kunst des toten Mannes (Velvet Buzzsaw)
- 2020: Hamilton
- 2020: Soul (Stimme)
- 2021: Der Vogel (The Starling)
- 2022: DC League of Super-Pets (Stimme)
- 2023: Arielle, die Meerjungfrau (The Little Mermaid, Stimme)
- 2024: Nickel Boys
- 2025: Magic Hour

Serien
- 2014: Hobbes and Me (Webserie)
- 2015–2016: Law & Order: Special Victims Unit (2 Episoden)
- 2016–2017: The Get Down (10 Episoden)
- 2016–2018: Black-ish (10+ Episoden)
- 2017: Sesamstraße (Sesame Street, Episode Elmo Comes Clean)
- 2017: Unbreakable Kimmy Schmidt (3 Episoden)
- 2017: The Mayor (Episode 1x1, auch Produktion)
- 2018: BoJack Horseman (Stimme, Episode 5x5)
- 2019: Grünes Ei mit Speck (Green Eggs and Ham, Stimme Episode 1x7)
- 2020–2024: Snowpiercer
- 2020–2022: Central Park (Stimme)
- 2020: The Good Lord Bird (Miniserie)
- 2021: Mixed-ish (1 Episode)

## Diskografie
Solo
- 2010: The BAY BOY Mixtape (mit Rafael Casal)
- 2012: Small Things to a Giant

clipping.
- 2012: dba118 (EP)
- 2013: midcity (Mixtape)
- 2014: CLPPNG
- 2016: Wriggle (EP)
- 2016: Splendor & Misery
- 2018: Face (EP)
- 2019: There Existed an Addiction to Blood
- 2020: Visions of Bodies Being Burned
- 2025: Dead Channel Sky

True Neutral Crew
- 2013: #MONSANTO (EP)
- 2014: #POPPUNK (EP)
- 2016: Soft Rules

## Auszeichnungen (Auswahl)
Lucille Lortel Award
- 2015: Auszeichnung als Herausragender Nebendarsteller in einem Musical für Hamilton

Tony Award
- 2016: Auszeichnung als Bester Nebendarsteller in einem Musical für Hamilton

Grammy Award
- 2016: Auszeichnung für das Beste Musical-Theater-Album (mit dem Cast von Hamilton)